# Believe (canción de Shawn Mendes)
«Believe» es una canción interpretada por el cantante canadiense Shawn Mendes para el soundtrack de la película original de Disney Channel, Descendants (2015). Fue lanzado a iTunes por Walt Disney Records el 26 de junio de 2015 como un sencillo promocional del álbum. Se compone en la llave de C mayor y voces de Shawn span 2 octavas - de G3 a C5. La canción recibió una nominación para Choice Music: Song from a Movie en los Teen Choice Awards 2015.

## Video musical
El video musical, lanzado el 26 de junio de 2015, presentó apariciones de Dove Cameron y Sofia Carson. Fue dirigido por Jake Kasdan.

## Charts
| Chart (2015)                     | Posicionamiento |
| -------------------------------- | --------------- |
| US Kid Digital Songs (Billboard) | 1               |